# Туркин, Сергей Иванович

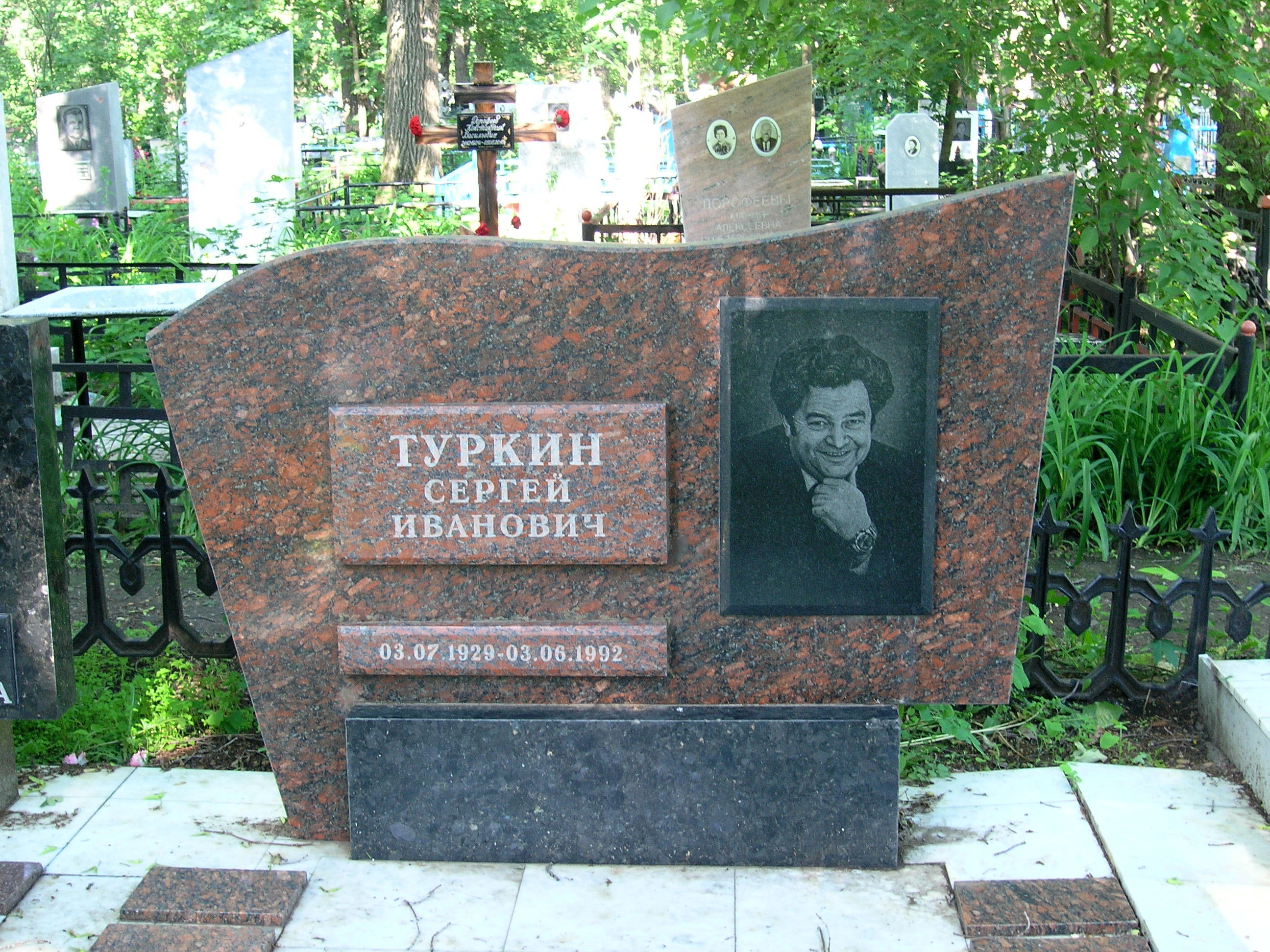
Могила Сергея Туркина на Баныкинском кладбище

Туркин Сергей Иванович (3 июля 1929, Арзамасцевка, Средне-Волжская область — 3 июня 1992) — советский партийный и государственный деятель, с 1978—1982 годах председатель горисполкома Тольяттинского совета народных депутатов, с 1982—1988 годах Первый секретарь Тольяттинского горкома КПСС.

## Образование
- В 1948 году — окончил Куйбышевский медицинский техникум[1]
- В 1963 году — тольяттинский филиал Куйбышевского политехнического института — ныне Тольяттинский государственный университет[1]
- В 1970 году — Куйбышевский плановый институт[1]
- В 1977 году — Высшая партийная школа при ЦК КПСС[1]

## Биография
Родился 3 июля 1929 году в селе Арзамасцевка (ныне — в Богатовском районе Самарской области).
- Трудовую деятельность начал фельдшером[1].
- 1956—1958 — заведующий здравпунктом нижних шлюзов на строительстве Куйбышевской ГЭС[1].
- 1962—1965 — главный механик Комсомольского завода центрифугированных опор[1]
- 1965—1967 — главный инженер Левобережного завода железобетонных изделий ЛЗЖБИ Тольятти.[1]
- 1968—1969 — секретарь Тольяттинского горкома КПСС[1]
- 1969—1978 — второй секретарь Тольяттинского горкома КПСС, осуществлял руководство и контроль, пуск в эксплуатацию ПО АВТОВАЗ, новых химических предприятий, предприятий машиностроения и стройиндустрии, а также комплексную застройку жилых районов Тольятти[1].
- 1978—1982 — председатель горисполкома Тольяттинского совета народных депутатов[1]
- 1982—1988 — первый секретарь Тольяттинского горкома КПСС[1]

В 1987 году Сергей Иванович прочёл статью «О мечтах, которым пора сбываться» главного режиссёра Ярославского театра им. Ф. Волкова Глеба Дроздова, где тот описывал свои предложения о перестройке театрального дела в стране, после чего сделал Дроздову предложение о создании в Тольятти первого театра нового типа — контрактного, несмотря на то, что О. А. Лернер — первый исполнительный директор, отсидел 7 месяцев тюрьме по подозрению в расхищении социалистической собственности при строительстве театра в Новгороде, а Глеб Дроздов — первый режиссёр, имел строгий выговор по партийной линии за якобы спекуляцию личным автомобилем «Волга». Так в городе появился драматический театр «Колесо».
Скончался 3 июня 1992 года, похоронен на Баныкинском кладбище Тольятти.

### Семья
Жена — Клавдия Николаевна Туркина (10 декабря 1926 — 14 декабря 1982);
- сыновья — Александр, Евгений, Владислав.

### Награды
- Три ордена Трудового Красного Знамени.
- медали.